# Clifford Stine
Pour les articles homonymes, voir Stine.

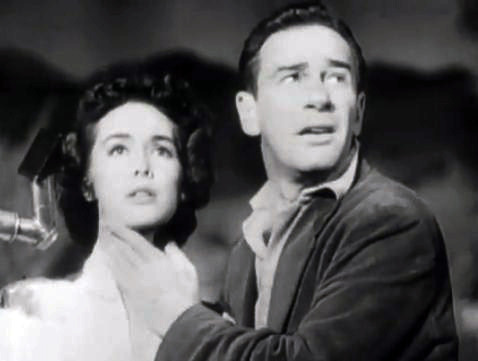
Le Météore de la nuit (1953, directeur de la photographie) : Barbara Rush et Richard Carlson

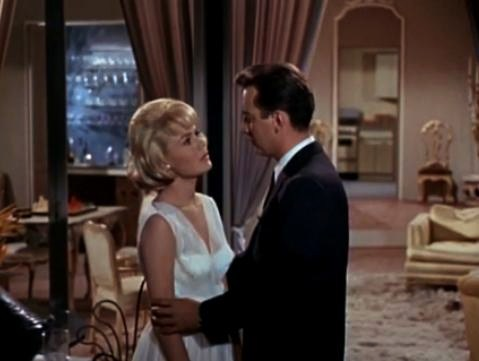
Chambre à part (1965, directeur de la photographie) : Sandra Dee et Bobby Darin

Clifford Stine (parfois crédité Cliff Stine), né le 24 mars 1906 à Los Angeles (Californie), mort le 12 décembre 1986 à Pomona (Californie), est un directeur de la photographie et technicien des effets visuels américain, membre de l'ASC.

## Biographie
Comme chef opérateur, Clifford Stine collabore à une trentaine de films américains, sortis entre 1949 et 1969, dont Révolte au Mexique de Budd Boetticher (1953, avec Van Heflin et Julia Adams), Le Vilain Américain de George Englund (1963, avec Marlon Brando et Eiji Okada) et Un hold-up extraordinaire de Ronald Neame (1966, avec Shirley MacLaine et Michael Caine).
Toutefois, il est principalement technicien des effets visuels, contribuant à plus de soixante-dix films américains, notamment dans les genres du western et du film d'horreur (de même, comme chef opérateur). Les deux premiers sortent en 1933, dont King Kong de Merian C. Cooper et Ernest B. Schoedsack (avec Fay Wray et Robert Armstrong). Le dernier est le film catastrophe Airport 80 Concorde de David Lowell Rich, sorti en 1979 (avec Alain Delon et George Kennedy). Dans l'intervalle, citons L'Homme qui rétrécit de Jack Arnold (1957, avec Grant Williams dans le rôle-titre) et Tremblement de terre de Mark Robson (1974, avec Charlton Heston et Ava Gardner).
Enfin, Clifford Stine exerce occasionnellement d'autres fonctions durant sa carrière (au sein d'Universal Pictures principalement). Ainsi, il est premier assistant opérateur sur La Joyeuse Divorcée de Mark Sandrich (1934, avec Fred Astaire et Ginger Rogers) et filme des prises de vues additionnelles pour Spartacus de Stanley Kubrick (1960, avec Kirk Douglas et Laurence Olivier).

## Filmographie partielle

### Comme directeur de la photographie
- 1949 : Une balle dans le dos (Undertow) de William Castle
- 1950 : La Femme aux maléfices (Born to Be Bad) de Nicholas Ray
- 1950 : Le Sous-marin mystérieux (Mystery Submarine) de Douglas Sirk
- 1950 : The Milkman de Charles Barton
- 1951 : Air Cadet (en) de Joseph Pevney
- 1951 : Week-End with Father de Douglas Sirk
- 1952 : Deux dégourdis à Tokyo (Back at the Front) de George Sherman
- 1952 : Les Rois du rodéo (Bronco Buster) de Budd Boetticher
- 1952 : Qui donc a vu ma belle ? (Has Anybody Seen My Gal?) de Douglas Sirk
- 1953 : À l'est de Sumatra (East of Sumatra) de Budd Boetticher
- 1953 : Le Météore de la nuit (It Came from Outer Space) de Jack Arnold
- 1953 : Quand la poudre parle (Law and Order) de Nathan Juran
- 1953 : Deux Nigauds chez Vénus (Abbott and Costello Go to Mars) de Charles Lamont
- 1953 : Révolte au Mexique (Wings of the Hawk) de Budd Boetticher
- 1954 : Tout fou, tout flamme (Fireman, Save My Child) de Leslie Goodwins
- 1955 : Les Survivants de l'infini (This Island Earth) de Joseph M. Newman et Jack Arnold (+ technicien des effets visuels)
- 1955 : Le Fleuve de la dernière chance (Smoke Signal) de Jerry Hopper
- 1958 : Summer Love de Charles F. Haas
- 1960 : Le Diable dans la peau (Hell Bent for Leather) de George Sherman
- 1961 : Les Lycéennes (Tammy Tell Me True) d'Harry Keller
- 1963 : Trois filles à marier (For Love or Money) de Michael Gordon
- 1963 : Le Vilain Américain (The Ugly American) de George Englund
- 1964 : Le Retour d'Aladin (The Brass Bottle) d'Harry Keller
- 1965 : Chambre à part (That Funny Feeling) de Richard Thorpe
- 1965 : Le fauve est déchaîné (Fluffy) d'Earl Bellamy
- 1966 : Demain des hommes (Follow Me, Boys!) de Norman Tokar
- 1966 : And Now Miguel de James B. Clark
- 1966 : Un hold-up extraordinaire (Gambit) de Ronald Neame
- 1967 : The King's Pirate de Don Weis
- 1967 : Les Riches Familles (Rosie!) de David Lowell Rich
- 1969 : Sacré Far West (A Talent for Loving) de Richard Quine

### Comme technicien des effets visuels
- 1933 : Melody Cruise de Mark Sandrich
- 1933 : King Kong de Merian C. Cooper et Ernest B. Schoedsack (+ deuxième assistant opérateur)
- 1939 : Gunga Din de George Stevens
- 1942 : La Splendeur des Amberson (The Magnificent Ambersons) d'Orson Welles
- 1946 : Step by Step de Phil Rosen
- 1948 : Le Miracle des cloches (The Miracle of the Bells) d'Irving Pichel
- 1949 : Le Pigeon d'argile (Clay Pigeon) de Richard Fleischer
- 1950 : Mon cow-boy adoré (Never a Dull Moment) de George Marshall
- 1955 : Tarantula ! (Tarantula) de Jack Arnold
- 1955 : Le Cavalier au masque (The Purple Mask) d'H. Bruce Humberstone
- 1955 : Francis in the Navy d'Arthur Lubin
- 1955 : Deux nigauds et la momie (Abbott and Costello Meet the Mummy) de Charles Lamont

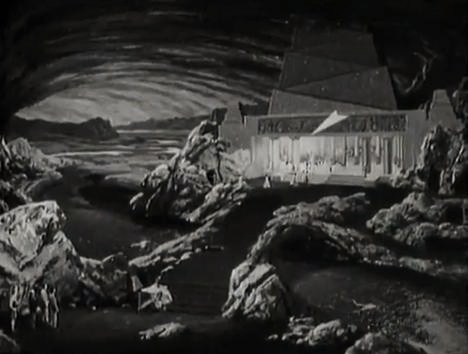
Effet visuel pour Le Peuple de l'enfer (1956)

- 1956 : Intrigue au Congo (Pearl of the South Pacific) de Joseph Pevney
- 1956 : La créature est parmi nous (The Creature Walks Among Us) de John Sherwood
- 1956 : Le Prix de la peau (The Price of Fear) d'Abner Biberman
- 1956 : Brisants humains (Away All Boats) de Joseph Pevney
- 1956 : Écrit sur du vent (Written on the Wind) de Douglas Sirk
- 1956 : L'Homme de San Carlos (Walk the Proud Land) de Jesse Hibbs
- 1956 : Le Peuple de l'enfer (The Mole People) de Virgil W. Vogel
- 1957 : Istanbul de Joseph Pevney
- 1957 : L'Extravagant Monsieur Cory (Mister Cory) de Blake Edwards
- 1957 : Les Ailes de l'espérance (Battle Hymn) de Douglas Sirk
- 1957 : The Monolith Monsters de John Sherwood
- 1957 : L'Homme aux mille visages (Man of a Thousand Faces) de Joseph Pevney
- 1957 : L'Homme qui rétrécit (The Incredible Shrinking Man) de Jack Arnold
- 1957 : La chose surgit des ténèbres (The Deadly Mantis) de Nathan Juran
- 1957 : Le Survivant des monts lointains (Night Passage) de James Neilson
- 1958 : Le Temps d'aimer et le Temps de mourir (A Time to Love and a Time to Die) de Douglas Sirk
- 1958 : Le Démon de midi (This Happy Feeling) de Blake Edwards
- 1958 : L'Odyssée du sous-marin Nerka (Run Silent, Run Deep) de Robert Wise
- 1958 : Vacances à Paris (The Perfect Furlough) de Blake Edwards
- 1958 : Crépuscule sur l'océan (Twilight for the Gods) de Joseph Pevney
- 1958 : La Ronde de l'aube (The Tarnished Angels) de Douglas Sirk
- 1959 : Opération Jupons (Operation Petticoat) de Blake Edwards
- 1959 : Confidences sur l'oreiller (Pillow Talk) de Michael Gordon
- 1959 : Mirage de la vie (Imitation of Life) de Douglas Sirk
- 1959 : Le Bagarreur solitaire (The Wild and the Innocent) de Jack Sher
- 1959 : Cette terre qui est mienne (This Earth Is Mine) d'Henry King
- 1974 : Tremblement de terre (Earthquake) de Mark Robson
- 1975 : L'Odyssée du Hindenburg (The Hindenburg) de Robert Wise
- 1979 : Airport 80 Concorde (The Concorde : Airport '79) de David Lowell Rich

### Autres fonctions
- 1933 : Le Fils de Kong (Son of Kong) d'Ernest B. Schoedsack (cadreur)
- 1934 : La Joyeuse Divorcée (The Gay Divorcee) de Mark Sandrich (premier assistant opérateur)
- 1950 : Born to Be Bad de Nicholas Ray (prises de vues additionnelles)
- 1958 : La Soif du mal (Touch of Evil) d'Orson Welles (cadreur de vues additionnelles)
- 1960 : Spartacus de Stanley Kubrick (prises de vues additionnelles)
- 1970 : Patton de Franklin J. Schaffner (cadreur de seconde équipe)